# Bátyú–Királyháza–Taracköz–Aknaszlatina-vasútvonal
A Bátyú–Királyháza–Taracköz–Aknaszlatina-vasútvonal nem villamosított vasútvonal Ukrajnában.
A vasútvonal Bátyú és Királyháza között kettős nyomtávú (1520 mm és 1435 mm), míg Királyházától széles nyomtávú (1520 mm).

## Történelem
A Magyar Északkeleti Vasút építését az Országgyűlés 1865. évi XIII. törvénycikke tette lehetővé. A Csap–Bátyú–Munkács elsőrendű vonal építésére vonatkozó engedélyt 1869. február 24-én, a Csap–Beregszász–Királyháza vonalra pedig 1872-ben adták ki. A vonal 1872-ben épült ki, akárcsak a Debrecen–Szatmárnémeti–Máramarossziget vonal, melynek nyomvonala Huszt követelésére a Tisza jobb partjára került.
A vasútvonal Kárpátokon inneni része a trianoni béke során Csehszlovákiához került, kivéve a Máramarossziget környéki szakaszt (Hosszúmező és Visóvölgy között), mely Románia része lett. Az első bécsi döntés nyomán Kárpátalja magyar fennhatóság alá került; ekkor – mivel a feszült román–magyar viszony miatt Aknaszlatina kiszolgálása a máramarosi fővonal felől a Tisza-hídon át nem volt lehetséges – 1939–1940 között kiépült a Taracköz–Aknaszlatina vonalszakasz. Az aknaszlatinai vasúti hidat 1944-ben a visszavonuló német csapatok felrobbantották.
A második világháború után Kárpátalja a Szovjetunió része lett; a normál nyomtávú vonalakat átépítették széles nyomtávra. A nagybocskói teherpályaudvart továbbra is Románián át szolgálták ki, ám miután 1970-ben az ottani Tisza-híd megsérült, az aknaszlatinai vonal Nagybocskóig történő meghosszabbítása mellett döntöttek, függetlenítve azt a román hálózattól és a tiszai árvizektől.
Egy súlyos árvíz 1998-ban az Aknaszlatina–Nagybocskó szakaszt is megrongálta, azóta üzemen kívül van.
2007-ig hetente háromszor kishatárforgalmi vonatpár közlekedett Taracköz és Máramarossziget között, ez azonban a máramarosszigeti híd megnyitása után megszűnt. Ebben szerepet játszott a cigarettacsempészet elharapózása is. Ennek ellenére 2015-ben – Románia schengeni csatlakozási tervének keretében – félmillió eurós beruházással Hosszúmező állomásépületét felújították, és a határig tartó szakaszon térfigyelő kamerákat helyeztek el.

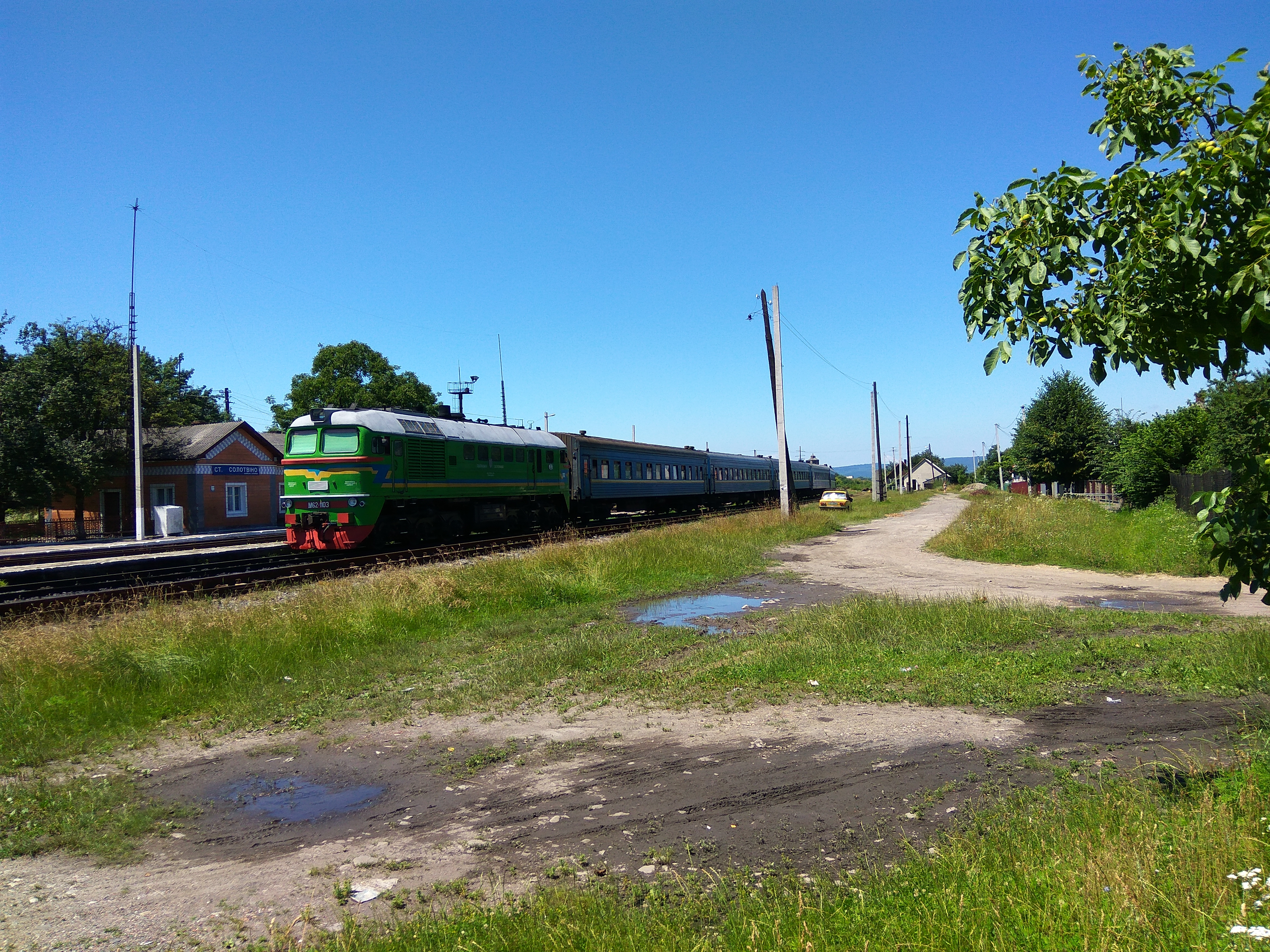
A vonal keleti végpontja: Aknaszlatina

## Forgalom
A vonalon 2017 februári menetrend szerint a következő viszonylatú személyszállító vonatok közlekednek Bátyú–Királyháza–Aknaszlatina irányban:
- Ungvár–Bátyú–Királyháza (napi 1)
- Ungvár–Bátyú–Királyháza–Técső (napi 1)
- Bátyú–Királyháza–Aknaszlatina (napi 3)
- Bátyú–Királyháza (napi 1)
- Bátyú–Királyháza–Nevetlenfalu (napi 1)
- Nevetlenfalu–Királyháza–Aknaszlatina (napi 1)

Aknaszlatina–Királyháza–Bátyú irányban:
- Királyháza–Bátyú (napi 2–3)
- Técső–Királyháza–Bátyú–Ungvár (napi 0–1)
- Huszt–Királyháza–Bátyú–Ungvár (napi 1)
- Técső–Királyháza–Bátyú (napi 0–1)
- Taracköz–Királyháza–Bátyú (napi 0–1)
- Aknaszlatina–Királyháza–Bátyú (napi 2)
- Nevetlenfalu–Királyháza (napi 1)[4]

Taracköztől Románia felé jelenleg (2016-ban) nincsen személyforgalom.

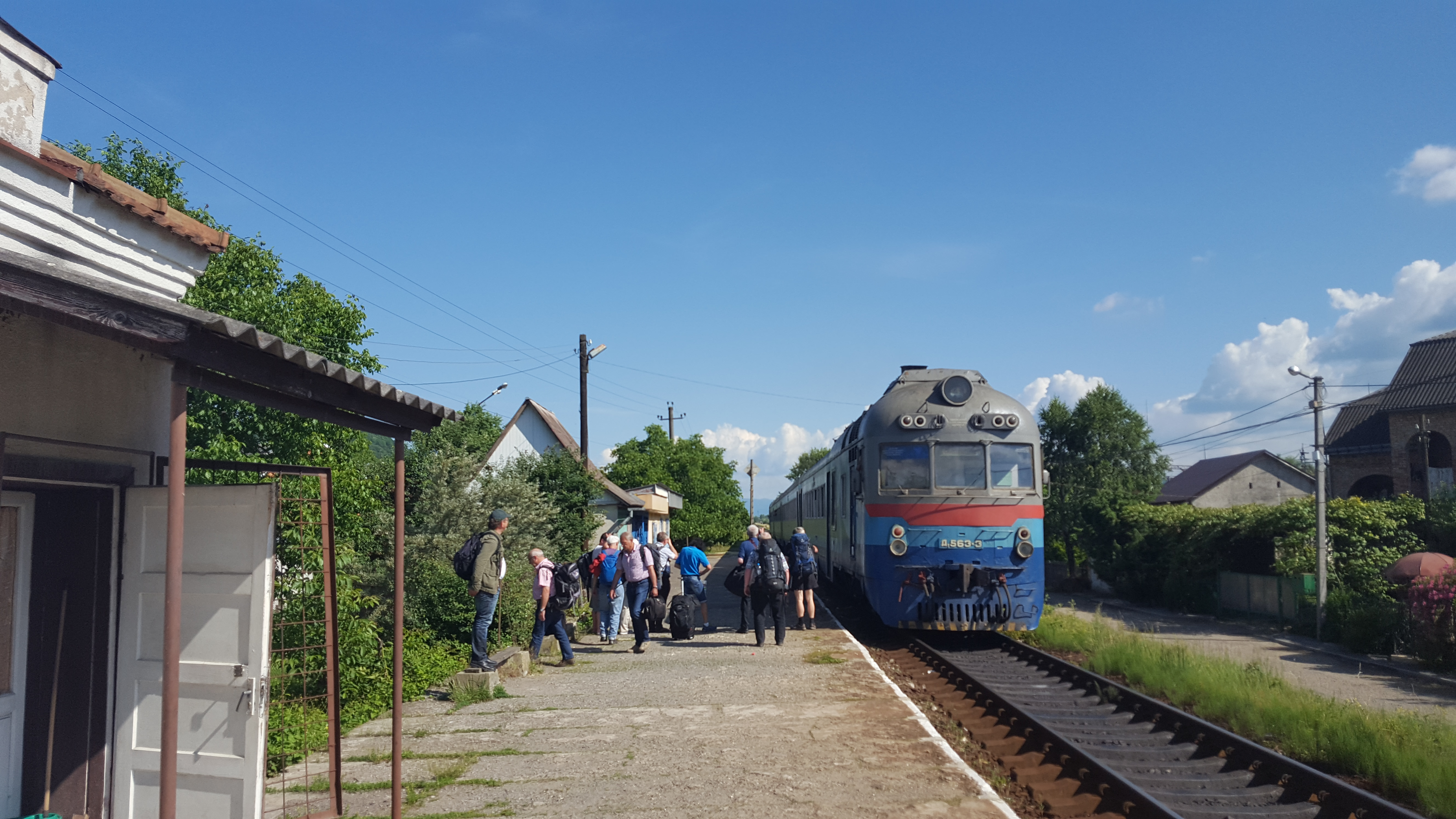
Ganz D1 Huszt nyugati vasútállomásán

## Járművek
A vonalon többek között Ganz D1-es motorvonat is közlekedik.

## Fordítás
- Ez a szócikk részben vagy egészben a Bahnstrecke Tereswa–Welykyj Bytschkiw című német Wikipédia-szócikk ezen változatának fordításán alapul.  Az eredeti cikk szerkesztőit annak laptörténete sorolja fel. Ez a jelzés csupán a megfogalmazás eredetét és a szerzői jogokat jelzi, nem szolgál a cikkben szereplő információk forrásmegjelöléseként.